# École nationale supérieure de géologie
Die École nationale supérieure de géologie (ENSG Géologie) ist eine französische Ingenieurhochschule, die 1908 gegründet wurde.
Die Schule bildet Geoingenieure aus, die hauptsächlich in den Bereichen Wasser, Umwelt, natürliche und energetische Ressourcen, Geotechnik und wissenschaftliche Forschung arbeiten.
Die ENSG Géologie hat ihren Sitz in Vandœuvre-lès-Nancy. Sie ist Mitglied der Institut national polytechnique de Lorraine.

## Berühmte Absolventen
- Alfred Muzzolini, ein französischer Geologe, Prähistoriker und Verleger der sich insbesondere mit der Felsbildkunst der Sahara beschäftigte